# Aptychonitis sulcicollis
Aptychonitis sulcicollis là một loài bọ cánh cứng trong họ Bọ hung (Scarabaeidae).